# Telmatherium

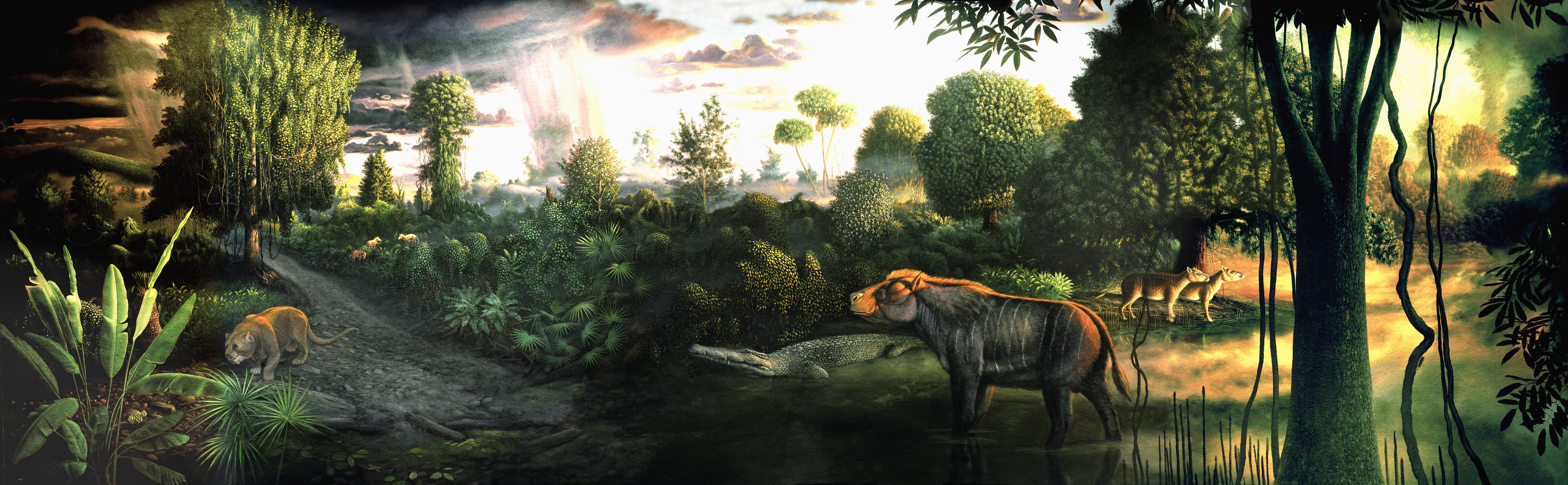
реставрація Telmatherium (посередині праворуч) та інших тварин еоцену Clarno Nut Bays

Telmatherium — рід північноамериканських бронтотерій. Його висота становила 1.25 метра. Жила в еоценову епоху.